# Nyurukwayé
Nyurukwayé (Norocoage, Norocoagêz, Niurukuayé), izumrlo pleme brazilskih Ge Indijanaca nekad naseljeno zapadno od rijeke Tocantins i južno od plemena Apinayé u Goiásu. Pripadali su južnoj grani Istočnih Timbira. Ime označava i istoimeni jezik norocoage, kojim se ovo pleme služilo.
Izvorna populacija (kasno 18. stoljeće) iznosila je između 300 i 500.

## Vanjske poveznice
- GLOSSARY
- JÊ